# Babouch
Babouch (arabisch ببوش, DMG Babūš) ist ein tunesischer Ort im Gouvernement Jendouba.

## Geographie
30 Kilometer südlich von Babouch befindet sich die Stadt Jendouba. Südöstlich des Ortes, nahe Beni M’Tir, befindet sich eine Staustufe. Umgeben wird Babouch von Tbainia im Osten, von Aïn Draham im Süden und von den algerischen Orten El Aioun im Nordwesten und Raml Souk im Westen.